# Valnød (træ)
 For alternative betydninger, se Valnød. (Se også artikler, som begynder med Valnød)
Valnød (Juglans regia) er et stort, løvfældende træ med en bred, uregelmæssig krone og svære, bugtede grene. De unge grene har kamret marv. Valnød er et lyskrævende træ, der kaster en kraftig skygge. 

## Beskrivelse
Barken er først olivengrøn og filthåret, senere bliver den lysegrå og ret glat, men med brede og dybe furer. Knopperne er spredte, lysegrå til gråviolette. Bladene er uligefinnede med endebladet som det største. Hvert småblad er elliptisk til omvendt ægformet, helrandet og læderagtigt. Begge sider af bladet er lysegrønne. 
Han- og hunblomster sidder adskilt på hver sin type rakler. Frugterne er nødder, som botanisk set egentlig er stenfrugter, da de er omgivet af et grønt frugtkød. Det grønne frugtkød åbner sig ved nedfald, og derved kommer den lysebrune "nød" (stenen) til syne. De fleste træer fra planteskolerne kan kun sjældent danne modne kerner i frugterne her i landet.
Valnød har en dybtgående hovedrod med et fint forgrenet net af højtliggende smårødder. 
Højde x bredde og årlig tilvækst: 30 x 15 m (50 x 40 cm/år).

## Hjemsted
Valnød vokser vildt i blandede løvskove på kalkrig bund i Altaj- og Kaukasusbjergene, i Lilleasien og på Balkanhalvøen. I den serbiske nationalpark, Djerdap, og egnen omkring den er der et særligt, mildt klima langs vandløb og i kløfter og slugter med en forhøjet, relativ luftfugtighed og formindskede temperaturudsving. Det giver tilstrækkelig sommervarme og en nedbør, der er godt fordelt over hele året. Her vokser arten sammen med bl.a. almindelig berberis, almindelig blærenød, almindelig humlebøg, almindelig kristtorn, almindelig nældetræ, almindelig parykbusk, almindelig syren, almindelig taks, almindelig vedbend, balkanløn, Betonica scardica (en art af betonie), bugtet kløver, Campanula sparsa (en art af klokkeblomst), Cerastium rectum (en art af hønsetarm), Cytisus procumbens (en art af gyvel), duneg, musetorn, navr, orientalsk avnbøg, russisk mandstro, Sesleria latifolia (en art af blåaks), Trifolium dalmaticum (en art af kløver), tungeblad og ungarsk akantus.

## Anvendelse
Valnød plantes oftest som frugttræ, men veddet er meget efterspurgt som møbeltræ og til geværkolber. Både Italien, Frankrig og England arbejder med meget hurtigtvoksende valnød-hybrider (oftest ml. nigra og regia). Her er dyrkningsformålet gavntræsproduktion. Tømmeret er, og har længe været, overefterspurgt.
De grønne frugter er meget eftertragtede til kryddersnaps.
Valnødder er rige på antioxidanter og umættede fedtsyrer, og valnødder og valnøddeolie kan derfor være et betydningsfuldt kosttilskud. 
Valnødder er giftige for hunde.

## Sorter
Mange haveplanter er desværre lavet af frøsorter fra Frankrig, som klarer sig ret dårligt. Man bør foretrække den danske sort 'Grøndal' som er hårdfør, rigtbærende og tyndskallet med store kerner. I de seneste 10 år er der foretaget skovplantninger i Vendsyssel. Her anvendes frøplanter fra Ambrolauri-området i Kaukasus. De ældste af træerne er i bæring, nødderne modner fint – de er af middelstørrelse.
Der findes dværgtræer under udvikling i Danmark, det er træer med megen beskeden vækst og meget hurtig bæring.

### Andre sorter
- Amphyon
- Fejø
- Geisenheim 139
- Klostervalnød
- Lilleø
- Majbølle
- Plovdivski

## Bekæmper konkurrenter
Visse kilder angiver, at valnød bekæmper konkurrenter ved at udskille giftige stoffer, især 1,4,5 trihydroxynaphtalen, som nedbrydes til juglon, der er spire- og væksthæmmende.

## Galleri
|  |  |  |
|  |  |  |